# Bhokarhedi
Bhokarhedi è una suddivisione dell'India, classificata come nagar panchayat, di 15.973 abitanti, situata nel distretto di Muzaffarnagar, nello stato federato dell'Uttar Pradesh. In base al numero di abitanti la città rientra nella classe IV (da 10.000 a 19.999 persone).

## Geografia fisica
La città è situata a 29° 31' 15 N e 77° 56' 29 E.

## Società

### Evoluzione demografica
Al censimento del 2001 la popolazione di Bhokarhedi assommava a 15.973 persone, delle quali 8.634 maschi e 7.339 femmine. I bambini di età inferiore o uguale ai sei anni assommavano a 2.706, dei quali 1.447 maschi e 1.259 femmine. Infine, coloro che erano in grado di saper almeno leggere e scrivere erano 8.079, dei quali 5.059 maschi e 3.020 femmine.